# Kaili Sirge
Kaili Sirge (ur. 23 lipca 1983 w Tamsalu) – estońska biegaczka narciarska. Była uczestniczką Mistrzostw świata w narciarstwie klasycznym w Oberstdorfie (2005), Sapporo (2007) i Libercu (2009), a także Zimowych Igrzysk Olimpijskich w Turynie (2006).

## Osiągnięcia

### Igrzyska olimpijskie
| Miejsce | Dzień     | Rok  | Miejscowość | Konkurencja                          | Czas biegu  | Strata      | Zwyciężczyni         |
| ------- | --------- | ---- | ----------- | ------------------------------------ | ----------- | ----------- | -------------------- |
| 15.     | 14 lutego | 2006 | Pragelato   | sprint drużynowy stylem klasycznym   |             |             | Szwecja              |
| 56.     | 16 lutego | 2006 | Pragelato   | 10 km stylem klasycznym              | 32:06,6 min | +4:15,2 min | Kristina Šmigun-Vähi |
| 17.     | 18 lutego | 2006 | Pragelato   | sztafeta 4x5 km                      | 1:00:24,4 h | +5:36,7 min | Rosja                |
| 47.     | 22 lutego | 2006 | Pragelato   | sprint stylem dowolnym               | 2:22,42 min |             | Chandra Crawford     |
| DNF     | 24 lutego | 2006 | Pragelato   | 30 km stylem dowolnym (start masowy) |             |             | Kateřina Neumannová  |

### Mistrzostwa świata
| Miejsce | Dzień     | Rok  | Miejscowość | Konkurencja                        | Czas biegu  | Strata      | Zwyciężczyni        |
| ------- | --------- | ---- | ----------- | ---------------------------------- | ----------- | ----------- | ------------------- |
| 57.     | 17 lutego | 2005 | Oberstdorf  | 10 km stylem dowolnym              | 31:03,0 min | +4:35,4 min | Kateřina Neumannová |
| 13.     | 21 lutego | 2005 | Oberstdorf  | sztafeta 4x5 km                    | 1:02:40,4 h | +5:24,7 min | Norwegia            |
| 48.     | 22 lutego | 2005 | Oberstdorf  | sprint stylem klasycznym           | 2:34,82 min |             | Emilie Öhrstig      |
| 41.     | 22 lutego | 2007 | Sapporo     | sprint stylem klasycznym           | 3:07,49 min |             | Astrid Jacobsen     |
| 18.     | 23 lutego | 2007 | Sapporo     | sprint drużynowy stylem dowolnym   |             |             | Finlandia           |
| 58.     | 27 lutego | 2007 | Sapporo     | 10 km stylem dowolnym              | 27:50,1 min | +3:51,7 min | Kateřina Neumannová |
| 15.     | 1 marca   | 2007 | Sapporo     | sztafeta 4x5 km                    | 59:40,6 min | +5:22,0 min | Finlandia           |
| 33.     | 24 lutego | 2009 | Liberec     | sprint stylem dowolnym             | 2:55,54 min |             | Arianna Follis      |
| 11.     | 25 lutego | 2009 | Liberec     | sprint drużynowy stylem klasycznym |             |             | Finlandia           |
| 14.     | 26 lutego | 2009 | Liberec     | sztafeta 4x5 km                    | 58:10,0 min | +3:45,7 min | Finlandia           |